# 메니피 (캘리포니아주)

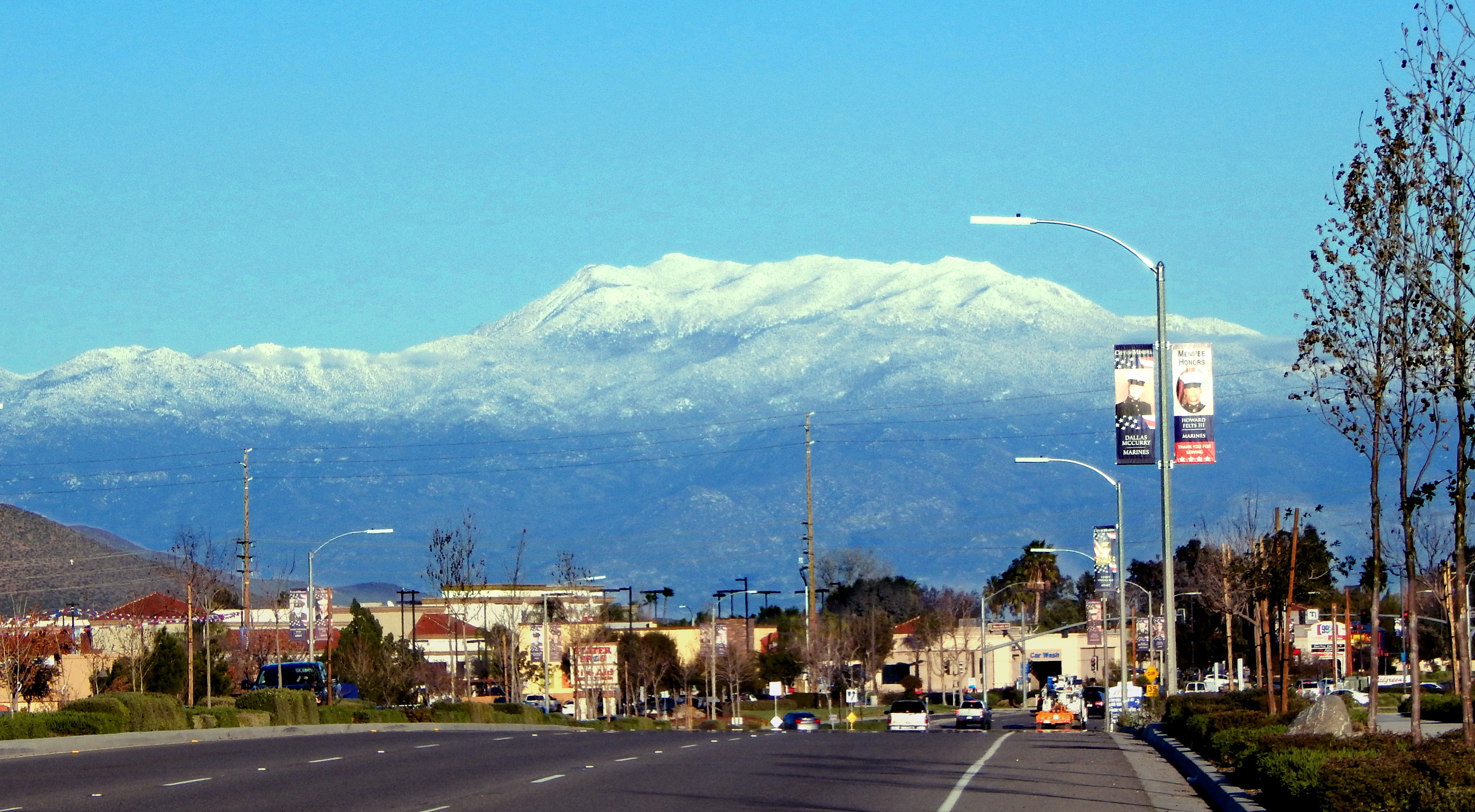

메니피(Menifee)는 미국 캘리포니아주 리버사이드군의 도시로, 로스앤젤레스 대도시권의 일부이다. 이 도시는 메니피밸리의 남부 캘리포니아의 심장부에 위치해 있다. 테메큘라에서 북쪽으로 약 24킬로미터, 무리에타 바로 북쪽에 있다. 메니피는 약 100제곱킬로미터 면적이며 고도는 434미터이다.

## 인구
| 인구조사              | 인구    | Note | %±    |
| --------------------- | ------- | ---- | ----- |
| 2010년                | 77,519  |      | —     |
| 2020년                | 102,527 |      | 32.3% |
| U.S. Decennial Census |         |      |       |

## 저명한 주민
- 토니 버턴: 배우
- 오디 머피: 제2차 세계 대전에 참전한 배우
- 니아 산체스: 모델
- 워렌 G: 래퍼, 사업가